# ArbejdsmiljøPrisen
ArbejdsmiljøPrisen er en pris der uddeles af Arbejdsmiljørådet siden 2006. ArbejdsmiljøPrisen er med til at belønne og fremhæve gode og alternative løsninger på problemer med arbejdsmiljøet – samt at vise anerkendelse over for virksomheder, som har gjort et bemærkelsesværdigt arbejdsmiljøarbejde. Prisen uddeles efter forudgående indstilling og efterfølgende bedømmelse i Dommerkomiteen, der består af repræsentanter fra rådet.
Prisen består af en "kube" og et indrammet diplom. Diplomet angiver således virksomhedens navn, hvilken pris virksomheden har vundet samt en begrundelse for dommerkomiteens valg. ArbejdsmiljøPrisen uddeler priser inden for kategorierne: arbejdsulykker, muskel-skeletpåvirkninger, psykisk arbejdsmiljø og arbejdsmiljø som strategisk element.

## Modtagere af prisen

### 2006
- Danish Crown – arbejdsulykker
- Gentofte Hospital – psykisk arbejdsmiljø
- NCC – byggepladsen på Bispebjerg Bakke - arbejdsulykker
- DSB – psykisk arbejdsmiljø
- Vald. Birn A/S – muskel- og skeletbesvær
- Kolding Kommune – alle daginstitutioner, skoler og SFO'er - støj

### 2007
- Danish Crown – arbejdsulykker
- Gentofte Hospital – psykisk arbejdsmiljø
- Gartneriet Alfred Pedersen & Søn ApS – muskel- og skeletbesvær

### 2008
- Post Danmark A/S – arbejdsulykker
- Kørselscenter Vestjylland, ARLA FOODS – psykisk arbejdsmiljø
- Coloplast A/S – muskel- og skeletbesvær
- DAT-Schaub – støj

### 2009
- Lantmännen Danpo A/S – arbejdsulykker
- Distriktsinstitutionen Hede/Magleparken – psykisk arbejdsmiljø
- Stevns Kommune, Sundhedsafdelingen – muskel- og skeletbesvær
- Tulip Food Company – støj

### 2010
- ARLA FOODS, Gul ost mejerierne – arbejdsulykker
- Hoffmann A/S – psykisk arbejdsmiljø
- Hvidovre Kommunes Hjemmepleje – muskel- og skeletbesvær
- Børnehuset Søholm – støj

### 2011
- SCA Packaging Denmark A/S – arbejdsulykker
- Arbejdsmiljønetværket for mindre mejeriet – muskel- og skeletpåvirkninger
- Lindevang – psykisk arbejdsmiljø
- Rigshospitalet – arbejdsmiljø som strategisk element

### 2012
- Tican Fresh Meat A/S – arbejdsulykker
- Lån & Spar Bank A/S – psykisk arbejdsmiljø
- Greve Kommune, dagtilbud – muskel- og skeletpåvirkninger
- Christiansen & Essenbæk A/S – arbejdsmiljø som strategisk element